# Dumnezeu pentru o zi
Dumnezeu pentru o zi (titlu original Bruce Almighty) este un film american de comedie din 2003 regizat de Tom Shadyac. În film interpretează Jim Carrey (Bruce Nolan) și Morgan Freeman (Dumnezeu).

## Povestea
Bruce locuiește în orașul Buffalo și este un ziarist angajat la un post TV local. Acesta este plăcut de spectatori, însă se consideră ghinionist. Bruce crede că Dumnezeu (jucat de Morgan Freeman) nu îl ascultă dar, într-un final, Acesta i se arată și îi dă șansa să aibă puterile Lui. Bruce, pe durata filmului, observă că slujba lui Dumnezeu nu este chiar atât de ușoară.

## Actori
- Jim Carrey este Bruce Nolan
- Morgan Freeman este Dumnezeu
- Jennifer Aniston este Grace Connelly
- Lisa Ann Walter este Debbie Connelly
- Philip Baker Hall este Jack Baylor
- Steve Carell este Evan Baxter
- Catherine Bell este Susan Ortega
- Sally Kirkland este Anita Mann
- Nora Dunn este Ally Loman
- Eddie Jemison este Bobby
- Tony Bennett în rolul său
- Madeline Lovejoy este Zoe
- John Murphy în rolul său